# Olesicampe decora
Olesicampe decora là một loài tò vò trong họ Ichneumonidae.